# هایلبرون (ناحیه)
هایلبرون (به آلمانی: Landkreis Heilbronn) یک شهرستان در آلمان است که در اشتوتگارت واقع شده‌است و ۳۳۰٬۳۶۹ نفر جمعیت دارد.